# Estrecho de Rae
El estrecho de Rae  es un pequeño estrecho marino localizado en la región de Kitikmeot de Nunavut, Canadá. Se encuentra entre la isla del Rey Guillermo y la península de Boothia en el continente hacia el este. Lleva el nombre del explorador escocés del Ártico John Rae quien, en 1854, fue el primer europeo en visitar la zona mientras cartografiaba la costa norte de América del Norte.
En ese momento, la Isla del Rey Guillermo se llamaba Tierra del Rey Guillermo, ya que se pensaba que estaba pegada a Boothia. El 6 de mayo de 1854, Rae y sus dos compañeros de viaje llegaron a un promontorio en la costa occidental de Boothia que les permitió mirar hacia el oeste, momento en el que se dieron cuenta de que la Isla Rey William estaba separada del continente. Dicha isla protege el estrecho del flujo excesivo de hielo del norte, haciendo que sus aguas fueran navegables para barcos del siglo XIX.
Esto demostró ser de vital importancia para la finalización del Paso del Noroeste por Roald Amundsen en 1903-1906, ya que el noruego navegó por el estrecho de Rae, pasando el invierno en Gjoa Haven en el extremo sureste de la Isla Rey del Guillermo, luego navegó a lo largo de la costa ártica en el mar de Beaufort.